# Contribución de ballestería
Se llamaba contribución de ballestería la que se exigía para mantener la compañía de ballesteros, combatientes que usaban de la ballesta o servían con ella en la guerra (ballistarius).

## Fuero del valle del Valderejo
De esta contribución o más propiamente servicios se habla en el fuero que Alfonso X el Sabio dio al valle del Valderejo, en Burgos a 3 de mayo de 1273: 

E mas de fuero que non ha ni pagan en los lugares y señoríos de mis reynos portazgo, ni oturas, nin cuezas, nin cucharas, nin eminas, nin salidas, nin poyos, nin pasage, nin herbage, nin pontage, nin castetillería, nin otro desafuero alguno, nin rediezmo, nin ballesteros, nin lanceros, nin galeotes,...

## Grandes señores
Era por lo común entre los grandes señores mantener en las guarniciones de los castillos y fortalezas las compañías de ballesteros y lanceros con cuya carga se les hizo considerables favores.